# Mohamed Madhar
Mohamed Shies Madhar (28 oktober 1962) is een Surinaams voormalig judoka.
Hij heeft twee keer deelgenomen aan de Olympische Spelen. De eerste keer was bij de Olympische Zomerspelen van 1984 in Los Angeles waar hij uitkwam in de gewichtsklasse 'lichtgewicht' (tot 60 kg). In de eerste ronde won hij van Christian Nkamgang uit Kameroen waarna hij in de tweede ronde verloor van de West-Duitse judoka Peter Jupke.
Vier jaar later nam hij deel aan de Olympische Zomerspelen van 1988 in Seoel waar hij uitkwam in de klasse 'lichtgewicht' (tot 60 kg). In de eerste ronde verloor hij van de Zuid-Koreaan Jae-Yup Kim die uiteindelijk Goud haalde in die gewichtsklasse. In de herkansing verloor Madhar opnieuw, en wel van de Amiran Totikachvili uit de Sovjet-Unie.
Na Madhar zou pas in 2016 weer een judoka namens Suriname deelnemen aan de Olympische Spelen: Yigal Kopinsky. Madhar was niet de eerste judoka die voor dat land uitkwam want Iwan Blijd (1972) en Ricardo Elmont (1976) gingen hem voor.